# Кампийский кодекс
Кампийский кодекс (лат. Codex Campianus; условное обозначение: M или 021) — унциальный манускрипт IX или X века, содержащий тексты четырёх Евангелий на 257 пергаментных листах (22 x 16,3 см) .
В Кампийском кодексе приведены каноны Евсевия. 
Рукопись отражает византийский тип текста с некоторым количеством кесарийских разночтений. Текст рукописи отнесен к V категории Аланда. 
Название рукописи происходит от Франсуа Декана, который подарил её Людовику XIV. В  1707 году рукопись была привезена с Кипрa в Париж. Сейчас хранится в Национальной библиотеке Франции (Gr. 48) в Париже.